# Dušan Papoušek
Dušan Papoušek (8. května 1930 Brno – 14. říjen 2010) byl český vědec, spisovatel i SF prací, vysokoškolský učitel.

## Životopis
Vystudoval roku 1953 chemii na Přírodovědecké fakultě brněnské univerzity v Brně. V letech 1953 až 1961 byl na stejné univerzitě učitelem fyzikální chemie. Od roku 1963 se stal vědeckým pracovníkem v Ústavu fyzikální chemie a elektrochemie J. Heyrovského ČSAV v Praze, a později jeho místoředitelem. V sedmdesátých letech se snažil o vznik Ústavu chemické fyziky ČSAV.
Dušan Papoušek také vyučoval na Fakultě matematicko-fyzikální UK. Ve vlasti se ale profesorem nemohl stát v důsledku totalitního udání své korespondence, na kterém byl zainteresován ambiciózní zájemce o ono místoředitelství. V ČSAV zůstal až do roku 1990, poté působil jako profesor na univerzitách ve Francii. Je autorem mnoha vědeckých knih, desítek odborných článků, ale napsal i dva sci-fi romány.
Byl ženatý, manželkou byla Zlata Procházková (* 1936), děti Roman (* 1962), Aleš (* 1966). Mezi zájmy uváděl windsurfing, sci-fi knihy.

## Literární dílo

### Povídky SF
Některé vydal v časopisech, jiné v antologiích. Některé z nich:
- Inteligentní automaty (1979)
- Třetí možnost (1980)
- Kytičková mánie (1981)

### Romány SF
Je autorem dvou románů typu hard-SF
- Past rozumu, vydalo Naše vojsko 1986, o umělé kyberinteligenci
- Spalovači planet, vydalo Naše vojsko 1991, z 31. století, k Zemi se řítí asteroid

### Ostatní práce (výběr)
- O kvantech energie, molekulách a vesmíru (populárně-vědecká kniha z roku 1984)